# Hexatoma (Eriocera) reverentia
Hexatoma (Eriocera) reverentia is een tweevleugelige uit de familie steltmuggen (Limoniidae). De soort komt voor in het Neotropisch gebied.